# Orkdal
 For alternative betydninger, se Orkdal (flertydig). (Se også artikler, som begynder med Orkdal)
Orkdal er en tidligere kommune i Trøndelag fylke i Norge. Ved kommunereformen i Norge 2020 blev den  sammen med  Agdenes, Meldal og  en del af Snillfjord kommune (Krokstadøra) lagt sammen  til den nye Orkland kommune. Den tidligere kommune grænsede i nord til Snillfjord og Agdenes, i vest til Hemne, i syd til Rindal (i Møre og Romsdal), Meldal og i øst Melhus og Skaun.
Byer i Orkdal er Orkanger,Gjølme, Fannrem, Vormstad og Svorkmo. Orkanger er regioncenter for de omliggende kommuner.

## Geografi
Elven Orkla løber gennem kommunen og ud i Orkdalsfjorden ved kommunescenteret Orkanger. Orkdalsfjorden er en sidefjord til Trondheimsfjorden.
Der er et stort landbrugsareal i Orkdal, hovedsagelig i bunden af dalen og på store, flade afsatser, et stykke op i sidedalene. På lokal dialekt kadles en sådan afsats, en «jår», og i Orkdal er der seks «jårer»; Ustjåren, Berbusjåren, Kvålsjåren, Togstadjåren, Monsetjåren og Fossjåren.

### Elve, fjelde og søer i Orkdal
- Orkla (elv)
- Skjenaldelva
- Gagnåsvatnet
- Våvatnet
- Hostovatnet
- Gimsehøgda
- Svorksjøen

## Erhvervsliv
På Orkanger er der et industriområde som hedder Grønøra. Dette er et af de største industriområder ved Trondheimsfjorden.

## Seværdigheder
Thamshavnbanen fra Løkken Værk i Meldal og ned til Trondheimsfjorden i Orkdal kommune er nu nedlagt, men en mindre strækning er genåbnet for turisterne.

## Kendte orkdalinger
- Forfatteren Johan Bojer, (1872-1959) er født i Orkdal
- Fodboldtræneren Nils Arne Eggen, (1941-) er født i Orkdal